# Maladera wolfgangdierli
Maladera wolfgangdierli är en skalbaggsart som beskrevs av Ahrens 2004. Maladera wolfgangdierli ingår i släktet Maladera och familjen Melolonthidae. Inga underarter finns listade i Catalogue of Life.